# 玉錦三右エ門
玉錦 三右エ門（たまにしき さんえもん、1903年〈明治36年〉12月15日 - 1938年〈昭和13年〉12月4日）は、高知県高知市出身で二所ノ関部屋 （一時期粂川部屋）に所属した大相撲力士。第32代横綱。本名は西ノ内 彌寿喜（にしのうち やすき）。

## 来歴

### 彌寿喜少年、誕生
1903年12月15日に、高知県高知市で農家を営む家に長男として生まれた。幼い頃から人一倍負けん気が強いのは地元でとても有名で、特に喧嘩と相撲が好きだった。尋常小学校卒業後は県内で有名な土佐玉の本家へ奉公に出たが、偶然にもその時に高知へ巡業に来ていた太刀山峯右エ門一行と出会い、一行の中にいた土州山を見て憧れを抱き、力士を志す。父親の猛反対に遭ったが、土佐玉本家の主人に粘り強く説得してもらって納得させ、友綱部屋で太刀山、土州山と兄弟弟子である同郷の2代海山が経営する二所ノ関部屋へ入門した。

### 見習いから初土俵
二所ノ関部屋へ入門した彌寿喜少年だが、当時の体格は身長165cm・体重67kgで体格規定を満たしていなかったため、入門から3年間は見習いとして過ごした。玉錦の四股名は、師匠である二所ノ関の妻「おたま」と大錦卯一郎に因んだという。夫婦の寝物語で四股名を決められたという逸話は後世の創作とも言われているが、師匠からはそれくらい期待薄な新弟子と見られ、素質にも恵まれていなかった。師匠は協会運営に携わることが多く、主に本家・友綱部屋に預けられて鍛えられた。1918年のある日、巡業中に太刀山が「ワシを背負って土俵一周したら米1俵やるぞ」と言ったのを聞きつけてこれに挑戦。140㎏以上の体を背負い、最初はもう少しで降参したが再挑戦し、今度は見事せしめた。のちに体格が基準を満たしたため、1919年1月場所に序ノ口でようやく初土俵を踏む。
力士としては小兵ながら無類の稽古熱心で、当時土俵を持たない小部屋の力士たちは回向院境内の土俵に集って稽古をしていたが、それを独占せんばかりの猛稽古は膏薬と包帯だらけで、「ボロ錦」とあだ名されるほどで素質の不足を補って実力をつけた。1925年1月場所で新十両、1年でスピード入幕を果たす。しかし体格の不利は相変わらずで、それを補うために「1本差しの突進」という取り口で、時には腹に乗せての吊りもあった。
小部屋ゆえ強い稽古相手がいないため、太刀山の引退以降友綱部屋が衰退して以降は二所ノ関の配慮で出羽海部屋へ預けられ、栃木山守也・常ノ花寛市の胸を借りて力をつけた。

### 果たせぬ大関・横綱昇進
1928年5月場所に関脇に昇進すると、その場所では9勝2敗（優勝旗手）、同年10月場所は6勝5敗、1929年1月場所では10勝1敗で念願の初優勝を達成する。これ以降も9勝2敗が3場所（1929年3月・同年5月・1930年1月場所）と続き、現在なら横綱昇進を期待するほどの安定した好成績を続けたが、この時は大関にすらなれなかった。その粗暴な性格が問題視されたためと言われるが、部屋の力関係による冷遇もあった。さらに、当時は既に大関に常陸岩英太郎・大ノ里萬助・豊國福馬・能代潟錦作の4人が在籍していたため、5大関では番付の編成上バランスが悪いとされた。優勝同点の2場所はいずれも豊國が番付上位優勝制度で優勝、しかも2場所とも対豊國戦は玉錦が勝っているので、当時決定戦があれば少なくとも1回は玉錦の優勝だったと思われる。また、同時期には常陸岩が大関で2場所連続負け越しと現在なら大関陥落となる成績だが、番付編成制度が現在と異なっていたために大関に留め置かれたことも、玉錦にとっては不運だった。
1930年3月場所は8勝3敗と好成績を残し、さらに能代潟の大関陥落によってようやく大関昇進を果たす。その後、同年10月場所から1931年3月場所まで3場所連続優勝を果たすも横綱昇進を見送られ、玉錦はショックからか「死んでも横綱になってやる」と言ったと伝わる。その言葉で自分を奮い立たせて臨んだ同年5月場所では、優勝なら4連覇となって横綱昇進は決定的と思われたが、場所前に師匠が病に倒れ、その看病疲れで8勝3敗に終わり、せっかく近づいた横綱昇進が再び遠のいてしまった。同年6月場所に師匠が死去し、玉錦ら二所ノ関部屋力士たちは友綱部屋の元幕内2代鬼竜山が率いる粂川部屋預かりとなった。

### 悲願の横綱へ - 二所ノ関部屋再興
1932年1月6日に春秋園事件が勃発し、協会脱退組からの勧誘もあったがこれを追い返し、幕内力士が多く脱退した後の相撲界を自らが屋台骨として支えた。さらに、事件の影響を受けて発足した力士会の初代会長に就任すると功績が認められ、1932年10月場所は7勝4敗とごく平凡な成績ながら吉田司家より横綱免許を授与される。昭和に誕生した最初の横綱である。これによって、1931年に宮城山福松が引退したことで発生した「昭和最初で唯一の横綱不在」を解消した。
昇進後初となった1933年1月場所は、大相撲史上初となる「番付上一人横綱」での土俵となった。
1935年1月場所から3連覇、1936年1月場所にはついに全勝優勝を達成した。現在の観点では優勝9回はこの時点で常ノ花の10回に次ぎ、太刀山・栃木山と並ぶ2位タイだったはずだが、当時は地方場所では優勝額の贈呈が無かったことや、記録面での関心も低かったため、あまり取り沙汰されなかった。のちに双葉山が10回目の優勝を果たした時には、「太刀山・栃木山を抜く新記録」とされて常ノ花や玉錦の名は挙がらなかった。
1935年には相撲協会から二枚鑑札を許され、現役力士のまま年寄・二所ノ関を襲名する。かつての二所ノ関部屋は稽古場を持たなかったため、玉錦は土俵を求めて転々と稽古して歩いており、巡業も常にどこかの大部屋の居候的存在で、小部屋の悲哀を味わって修業時代を送ってきた。それだけに稽古場を持つ部屋を建てることと、優秀な門下生を育てて一気に土俵勢力を拡張することが悲願であった。玉錦は寄席「広瀬」を買い取って念願の相撲部屋「二所ノ関部屋」を再興し、ここを本拠にして弟子の確保と育成にも励んだ。玉錦本人、師匠の海山、大師匠の友綱も高知県出身のため高知を出身とする四国出身者が多かったが、玉錦の積極勧誘で北海道、東北出身の力士も増えてきた。佐賀ノ花は黎明期の二所ノ関部屋について、「寄席の造作をそのまま使い、土間のところに土俵を築いて、師匠（玉錦）は舞台の上から指導しているというあんばい。まだ相撲部屋という雰囲気はなかった」と当時を語っている。弟子の数が増え、関取が育ち、層が厚くなった二所ノ関部屋は発言力が増し、二所ノ関部屋はいわゆる"最大与党"であった出羽海一門からあぶれた者が集まる部屋となった。佐賀ノ花は後に「玉錦を頼って一つのグループが作られ、それが二所ノ関の体質というか、アウトサイダーの性格を形作っていった。出発点から毛並みはあまりよくなかったと言えるが、そういう宿命的なものが、この部屋にはあると思う」と振り返っている。
また、当時は同じ小部屋だった立浪部屋にも出稽古で通い、双葉山を特に可愛がった。その双葉山にとって玉錦は上位陣の中で最後まで越えられなかった壁だったが、1936年5月場所に初めて敗れた。この1番は、差し手争いから双葉山が突っ張って右四つ、先に左上手を引き、玉錦が左を巻き替えようとするところ、一気に双葉山が寄り立て、土俵際で玉錦が左手で双葉山の首を巻いてうっちゃろうとしたが双葉山は左上手を離し、玉錦の胸を押すようにして寄り倒した、という内容であった。これ以降は、本場所で双葉山に一度も勝てなかった。同場所を全勝優勝した双葉山は、1939年1月場所3日目まで連勝記録を69へ伸ばしていく。この双葉山の連勝を止めるべく、玉錦も「打倒双葉」を合言葉に対策を繰り広げていく。
1937年1月場所は初日から6連勝も、左上腕骨骨折のために7日目から休場。双葉山の5連覇で唯一玉錦との取組が無かった場所で、能見正比古は対戦があればたぶん玉錦が勝っていただろうと推測している。このあとも3敗、4敗の場所が続き、平幕相手にはまだ格段の力量差を保っていたものの（黒星は全て三役以上の力士が相手）、終盤まで優勝争いに加わっても3番手以下の成績に甘んじるようになる。双葉山にもこの頃の玉錦について、「先輩横綱をいたわる思いがあった」との言葉が残っている。
それでも玉錦は、故障で休場続きの武藏山武、好不調の大きい男女ノ川登三に代わって双葉山の連勝ストップの第一候補とみなされ、1938年5月場所千秋楽に双葉山と対戦する。結果は水入りの熱戦の末に寄り倒しで敗れ、これが玉錦にとって本場所最後の一番となった。

### 突然の死
1938年11月、玉錦は年寄・二所ノ関を襲名してから初の巡業を行なっていた。これは勧進元を付けずに玉錦自らが勧進元を勤める手相撲で、失敗時の負担を勧進元に分担してもらえない代わり、成功すれば収入は全て自分のものになるというハイリスク・ハイリターンの巡業で、この時代は玉錦だからこそ出来るものだった。しかし巡業の2日目、宮崎から大阪へ向かう途中に腹痛を訴えたので医者が診察すると、虫垂炎が悪化して腹膜炎になっていたことが発覚。それも非常に危険な所まで進行していたため、医者は玉錦を病院へ運ぼうとしたが、「ワシがそんな病になるものか。どうせ冷え腹程度に決まっている」と拒否した。
その後、どうにか説得して連れて行くことになったが、迎えに来るように頼んでおいた寝台自動車が到着しておらず、待っている間に蒸しタオルで腹を揉ませたところ、痛みが消えたので治ったと思ったらしく「それ見ろ」と言ったがこれが致命的だった。到着地の大阪・天保山に着き、大阪帝国大学の教授の診察を受けたが一刻を争う容態だった。すぐに手術が必要だったが、執刀医が開腹したところ虫垂が破裂して膿が腹腔全体に広がっているのが見つかった。これは搬送前に蒸しタオルで腹を揉んだのが原因で、執刀医は驚きのあまり「玉（錦）関はこれでも何ともないのか!?」と驚愕したと伝わる。
NHKの相撲解説者で弟弟子の玉ノ海によると、玉錦は手術後、水を飲むことを禁じられていたにもかかわらず「喉が渇いた」と言っては氷嚢に入っていた氷を取り出してかじり、看護婦が浴衣をかけても跳ね除けるなどしたため、怖がって病室に近寄らなかったと伝わる。それでも弟子が見舞いに来ると、自身が担当した巡業の成果を心配して「どうだ、客は入ったか?」などと聞いた。しかし、手術後の患者らしく無い態度ばかり取っていたため、腹膜炎が急激に悪化して玉ノ海からの輸血も虚しく、12月4日に「まわしを持って来い、土俵入りをするんだ」と言って仰向けのまま土俵入りを行い、最後の柏手を打ったところで息絶えた。34歳没。
現役横綱の死去は谷風梶之助（1795年）についで2例目（丸山権太左衛門を含めれば3例目）。第二次世界大戦後の第51代横綱・玉の海正洋は皮肉にも玉錦の孫弟子にあたり、さらに奇しくも虫垂炎の悪化（手術後の血栓症）により27歳で現役死した。玉錦は没後、現役力士としては史上初の協会葬で送られた。墓は父の出身地・本籍地である高知県香南市香我美町岸本に造られた。

## エピソード

### 人物
- 激昂しやすい性格だったのは確かで、当時両国界隈で相撲取りが喧嘩だとなると、誰もが「玉錦か?真鶴か?」と聞き返したと伝わる。刃物を手にしたヤクザとも平気で渡り合い、部屋の近所でもめ事があると「犯人は玉錦だろう」と真っ先に疑われたという[1]。「ケンカ玉」「ゴロ玉」の異名もあった。番付面などで冷遇されると「出羽海を逆恨みして日本刀を振り回して追い回した」[1]と言われたのは誇張されて伝わった逸話とするべきだが、玉錦はそれくらいの行為をしかねない人物と見られていたことは確かである[1]。酒に酔って屋台を引っ繰り返したこともある。番付を上げてからこうなったという訳ではなく、関取昇進前からわがままな性格で知られていた。
- 一方、若い頃稽古をつけられた春日野には滅法弱く、どんな時でも「玉!」と一喝されると大人しくなったという。取組に対して強引に物言いを付けることも多かったが、どの検査役が説得しても納得しなかった時、春日野が説得すれば納得したという記録もある[要出典]。
- 吉屋信子が取材で部屋を訪れた際、二所ノ関部屋の床の間に日本刀が飾ってあるのを見た吉屋が「あら、刀」と呟いたのを聞いた玉錦は「好きなら持って行きな」と言って日本刀を掴み、吉屋に差し出したという。吉屋は玉錦を「まことに天衣無縫、痛快無比」「単純無邪気がその色白の巨躯に宿っている気がした」「昔ながらのお相撲気質の最後の古典派」と玉錦を評した[16]。
- 後輩の好き嫌いははっきりしていて、稽古をよくやる者は可愛がり、稽古をしない者には厳しい態度で臨んだ。入門したての少年行司などにも温かく接し、27代や28代の木村庄之助が、玉錦から激励され小遣いをもらった話を回想している。特に27代庄之助は新弟子時代、巡業での失態で師匠や兄弟子にひどく叱られ、国へ逃げ帰ろうかとまで思いつめていたところを声を掛けられ、角界に残る決心をしたという。「あるいは辞めようかと思っていた自分の気持ちを察して励ましてくれたのかもしれない」と語っている。
- 『相撲』1961年11月号に掲載された座談会では神風は「最近の関取衆と若い者、師匠と若い者という雰囲気は、この頃は私分からないのですが、昔よりはうんと和やかなものですか。私の師匠（横綱玉錦）はあんなキツい人だったでしょう。敷居の外から話をする、というようなことでね」と玉錦について語っている一方で「私の師匠は、一にも二にも稽古ですわ。稽古を十分したら、少々悪いことをしても目をつぶるのですね。私の時分には同僚と3人で稽古のない日に遊びに行って、ものすごく足を出したことがあるのです。そのとき木刀と勘定書をもって親方のところに行ったのです。そうしたら、親方が『はっはっはっ』と笑ってね、ぱっと勘定を払ってくれて『明日から稽古せいよ』、これでおしまいですわ」とも述懐して言う[17]。
- 弟子が二日酔いなどで稽古に遅れると、その場では弟子を一切とがめない代わりに、いつも以上に激しい稽古をつけた。その伝統は弟子の大ノ海、孫弟子の初代若乃花に受け継がれたという[18]。
- 「師匠・二所ノ関が死の床にある最中、本場所中にもかかわらず毎晩徹夜の看病をした」「稽古熱心な若手を見れば、部屋や一門の別を超えて稽古をつけた[注 9]」などの美談も多く残る。ある時、新聞に「玉錦が酒に酔って師匠を殴った」という記事が載ると激怒して、「自分は酒も飲むし喧嘩もするからこのことを記事に書かれるのは仕方ないが、師匠を殴ったとなると人間ではない」と記事を書いた記者に詰め寄った。しかし記者が非を認めて謝罪すると、「判れば良いんだ」と言ってその場を納め、以後その記者とは友人関係となったという。
- 巡業の成績が悪かったために勧進元が約束の金額を払えなくなり玉錦に後日払いを申し出ると、勧進元の誠意を感じた玉錦はその場で後日払いの証文を破り捨て借金を棒引きにした[19]。
- 弟子の大ノ海は、師匠の玉錦に関して、「他人から何かを頼まれると、決して嫌と言えない人」だったと言っている[18]。
- 神風の入門の条件は中学に通わせることだったので、第二東京市立中学校に通わせた。稽古が厳しくなり、学業か相撲のどちらか一つに絞りたいから中学を辞めたいと神風が申し出ると、玉錦は「自分の目の黒いうちはダメ。」と、学校中退を認めなかった。その後、神風は頑張って中学を卒業した[18]。
- 若い頃に酒で暴れて立場を悪くした時、湊川部屋を経営していた綾浪源鋭が親身になって玉錦を庇って救ったことがあった。この時のことを恩に感じた玉錦は、綾錦由之丞の代になって財政的に苦しかった湊川部屋を助け、綾錦の弟子を二所ノ関部屋の力士同様に扱った[20]。こうした経緯から、戦後の1948年5月場所限りで湊川部屋は閉鎖されて二所ノ関部屋に身を寄せた。
- 協会葬では玉錦に稽古をつけた春日野が弔辞を読み、「闊達明朗にして情義に厚く弟子を熱愛すること深厚、門下の指導はときに厳しく緩急宜しくを得、感服す。将来の発展刮目すべく繁栄嘱望すべかりしに、不幸にして志中業にして」と玉錦の弟子育成の情熱と功績を讃えた[21]。
- 玉乃海太三郎が復帰する前に高知にいた時、三晩続けて玉錦から角界への復帰を激励される夢を見た。玉ノ海梅吉が双葉山を破ったのが玉錦の四十九日の日、佐賀ノ花勝巳が大関に推薦された日は玉錦の七回忌の当日であった。このことから二所ノ関部屋では玉錦の霊の神秘さが長く語り継がれた[22]。

### 相撲関連
- 八百長が大嫌いで、1928年1月場所千秋楽には全勝での初優勝を目前にした三杦磯善七を倒した（優勝は常陸岩英太郎）。また、武藏山が優勝や横綱を目前にした時にも何度も撃破している。このため、國技館内は「玉錦、負けてやれ」の大合唱になることも少なく無かった。三杦磯との取組では「（負ければ）その場で引退しようと考えていた。誰が見ても八百長と言われるだろうから」と言ったと伝わる[23]。この際は、再三に渡って三杦磯の贔屓筋であった暴力団から脅迫を受けたと後年の文献に残っている[24]。これについては天竜三郎が「玉錦さんは情に厚いので下手から出ればあるいは引き受けてもらえたかもしれないが、脅迫に屈したとなれば男が立たないということで却って退けられた」と説明している。一方、優勝した常陸岩から祝勝会への出席を誘われても、「他人のために相撲を取ったのではない」として断った。こうした逸話に代表されるように、直情、純真な性癖から要領よく立ち回るということができず、悪役のイメージを育ててしまったという評もある。
  - 上記のように土俵上では相手に対する温情の無い力士であるが、例外として1936年5月場所9日目に自身と全勝同士の対決を行った末に初優勝を勝ち取った双葉山に対しては、打ち出し後に祝福へ訪れては自分のことであるかのように満面の笑みを浮かべて双葉山の栄冠を喜んでいた[25]。玉錦は自身が稽古相手を務めたことに対して熱心に応えた双葉山には元より大成を願うところがあった[注 10]。
- 素質に恵まれず出世を予想した者は皆無であろう玉錦が、誰よりも早く起きて稽古を始め（午前3時には起床していたという）、暇さえあれば土俵に上がる程の稽古熱心で大成したことから、自身の猛稽古は後に二所ノ関一門の伝統となった。
- 山口組二代目組長だった山口登を後援会長に持ち、山口とは義兄弟の盃を交わす仲だったことから、1932年に寶川政治と反目した時には、山口組に寶川襲撃を依頼した。自ら西田幸一、山田久一、田岡一雄を案内し、大阪の旅館に宿泊中の寶川を襲わせた。田岡は本気で寶川を殺害しようとしたため、慌てた玉錦がこれを止めた[26]。
- 現在の横綱は横綱土俵入りで足を高く上げるが、これは玉錦に由来する。それ以前の横綱は、四股踏みでの脚は低く膝を曲げ足裏は下を向いていた。「そのまま力強く踏みしめる」形で指導を受けたと思われるが、写真を見てもその脚の上がりが非常に大きく足の指が上を向いている。当時、この土俵入りは観客から「動く錦絵」と呼ばれる程に絶賛され、横綱土俵入りに新たな見所を与えたといえる（玉錦もそれを自覚しており、自分の土俵入りを見るために客が来ていると豪語したこともある）。玉錦以降の横綱で、武藏山・男女ノ川は古い四股踏みの型を踏襲しているが、双葉山以降は全員が脚を高く上げる四股の踏み方をしている。
- 出羽海一門の創設者である常陸山谷右エ門が自ら作成した「不許分家独立」の不文律で一門の結束を図ったのに対し、二所ノ関一門の長として「独立したい者は原則として認める」の方針を出し（玉ノ海梅吉が年寄・二所ノ関を廃業する際に言ったという説もある[5]）、一門の幅広い繁栄を考えていた。
- 玉錦が再興し、玉の海梅吉、佐賀ノ花勝巳へと受け継がれた二所ノ関部屋は一度閉鎖され、その後大ノ海久光の弟子で初代若乃花幹士[注 11]の弟子である若嶋津六夫が再興し、現在は稀勢の里寛が受け継いでいるが、若嶋津は玉錦の弟子である大ノ海の孫弟子、稀勢の里は大ノ海の曾孫弟子になるので、どの二所ノ関部屋も玉錦が源流となっている。
- 13尺土俵と15尺土俵、どちらでも幕内優勝を果たした唯一の力士でもある[注 12]。13尺土俵で4回、15尺土俵で5回の優勝、またどちらでも3連覇を達成している。
- 金星を与えない横綱で、在位12場所で金星配給は4個（朝潮、能代潟、大潮、磐石）に過ぎない。大関時代にすでに第一人者でありながら昇進を見送られ続けたことや、まだ余力を残しての現役死だったせいもあるが、「一場所平均の金星配給数」を見た場合、昭和の横綱で玉錦より少ないのは現役のまま亡くなった玉の海正洋（在位10場所、金星3個）だけである。大鵬幸喜（在位58場所、金星28個）や千代の富士貢（在位59場所、金星29個）でも及ばない。
- 初顔合わせの取組で28連勝は、平成になって朝青龍に更新されるまでの最多記録だった。
- 「常勝將軍」というあだ名は双葉山に付けられたものとして有名だが、双葉山の活躍前は玉錦のあだ名だった。その強さから大関昇進後は「玉錦は負けない＝たまにしきゃ負けない（たまにしか負けない）」と言われるようになった。このため、負けると國技館内が大騒ぎになることから、外からでも大騒ぎで玉錦の敗戦が判ったという。

### その他
- 囲碁の木谷實九段が鈴木為次郎へ入門するため、1921年に上京したときは、木谷を指導していた久保松勝喜代が二所ノ関親方へ頼み込み、木谷は二所ノ関部屋に居候して、玉錦と寝食を共にしながら鈴木の家や日本棋院へ通っていた[27]。玉錦は木谷を弟分として可愛がり、おかげで木谷は大食漢になったという[28]。
- 子の彌壽雄は相撲茶屋「河平」（相撲案内所十六番）を経営し、国技館サービスの社長を務めた。
- 男女ノ川は自身のずぼらな付き人と後ろ姿が似ていた玉錦を間違えて殴ってしまったが、かえって玉錦から気に入られて兄弟分の杯をもらったと述懐している。
- ワタナベエンターテインメント所属のお笑いコンビ・こゝろの山出谷怜門は曾孫にあたる。山出谷は元ヤンキー[29]であり、その辺は暴れん坊で知られた玉錦譲りである。

## 主な成績

### 通算成績
- 通算成績：350勝114敗3分1預17休  勝率.754
- 幕内成績：308勝92敗3分17休　勝率.770
- 横綱成績：104勝18敗1分15休　勝率.852
- 大関成績：86勝20敗  勝率.811
- 現役在位：53場所
- 幕内在位：39場所
- 横綱在位：12場所
- 大関在位：10場所
- 三役在位：10場所（関脇8場所、小結2場所）
- 連勝記録：27（1935年1月場所4日目 - 1936年1月場所8日目）※年2場所11日制
- 通算連続勝ち越し記録（幕内）：26場所（現在歴代7位タイ、当時歴代1位（1927年1月場所 - 1933年5月場所））
- 金星:1個（宮城山1個）

### 各段優勝
- 幕内最高優勝：9回（1929年1月場所、1930年10月場所、1931年1月場所・3月場所、1932年5月場所、1933年5月場所、1935年1月場所・5月場所、1936年1月場所）
  - 全勝：1回
  - 連覇：3連覇（1930年10月場所 - 1931年3月場所、1935年1月場所 - 1936年1月場所）
  - 優勝同点：2回
  - 優勝旗手：5回（最多記録）

### 場所別成績
| 1919年 （大正8年） | （前相撲）         | x                      | （前相撲）               | x                      |
| 1920年 （大正9年） | （前相撲）         | x                      | 西序ノ口14枚目 4–1       | x                      |
| 1921年 （大正10年） | 西序二段16枚目 3–2 | x                      | 西三段目54枚目 2–3       | x                      |
| 1922年 （大正11年） | 西序二段筆頭 2–3   | x                      | 西三段目43枚目 3–1 (1預) | x                      |
| 1923年 （大正12年） | 東三段目13枚目 7–3 | x                      | 西幕下30枚目 3–3         | x                      |
| 1924年 （大正13年） | 東幕下24枚目 4–1   | x                      | 西幕下3枚目 4–2          | x                      |
| 1925年 （大正14年） | 東十両11枚目 5–1   | x                      | 東十両2枚目 5–2          | x                      |
| 1926年 （大正15年） | 西前頭13枚目 8–3   | x                      | 東前頭6枚目 5–6          | x                      |
| 1927年 （昭和2年） | 西前頭3枚目 6–5    | 西前頭3枚目 6–4–1 ★    | 西前頭筆頭 6–4–1         | 東前頭筆頭 6–4 (1引分) |
| 1928年 （昭和3年） | 東張出小結 8–3     | 西張出小結 6–4 (1引分) | 西関脇 9–2 旗手          | 西関脇 6–5             |
| 1929年 （昭和4年） | 東関脇 10–1 旗手   | 東関脇 9–2 旗手        | 東関脇 9–2 旗手          | 東関脇 7–4             |
| 1930年 （昭和5年） | 東関脇 9–2 旗手    | 東関脇 8–3             | 西張出大関 9–2           | 西張出大関 9–2         |
| 1931年 （昭和6年） | 東大関 9–2         | 東大関 10–1            | 西大関 8–3               | 西大関 9–2             |
| 1932年 （昭和7年） | 東大関 7–1         | 東大関 8–2             | 東大関 10–1              | 東大関 7–4             |
| 1933年 （昭和8年） | 東横綱 9–1 (1引分) | x                      | 東横綱 10–1              | x                      |
| 1934年 （昭和9年） | 東横綱 0–0–11      | x                      | 東横綱 9–2               | x                      |
| 1935年 （昭和10年） | 東横綱 10–1        | x                      | 東横綱 10–1              | x                      |
| 1936年 （昭和11年） | 東横綱 11–0        | x                      | 東横綱 10–1              | x                      |
| 1937年 （昭和12年） | 東横綱 6–1–4       | x                      | 東横綱 9–4               | x                      |
| 1938年 （昭和13年） | 東横綱 10–3        | x                      | 西横綱 10–3              | 引退 –                 |
| 各欄の数字は、「勝ち-負け-休場」を示す。 優勝 引退 休場 十両 幕下 三賞：敢=敢闘賞、殊=殊勲賞、技=技能賞 その他：★=金星 番付階級：幕内 - 十両 - 幕下 - 三段目 - 序二段 - 序ノ口 幕内序列：横綱 - 大関 - 関脇 - 小結 - 前頭（「#数字」は各位内の序列） |                    |                        |                          |                        |

- 1927年3月・5月の休場（それぞれ1）は、いずれも不戦勝制度実施以前の、相手力士の休場によるもの

## 幕内対戦成績
| 力士名   | 勝数 | 負数 | 力士名   | 勝数  | 負数 | 力士名   | 勝数 | 負数 | 力士名   | 勝数 | 負数 |
| -------- | ---- | ---- | -------- | ----- | ---- | -------- | ---- | ---- | -------- | ---- | ---- |
| 阿久津川 | 2    | 1    | 朝光     | 2     | 0    | 旭川     | 5    | 0    | 朝響     | 1    | 0    |
| 東関     | 2    | 2    | 綾川     | 5     | 2    | 綾昇     | 4    | 0    | 荒熊     | 1    | 0    |
| 池田川   | 4    | 1    | 泉洋     | 2     | 0    | 伊勢ノ濱 | 2    | 0    | 一ノ濱   | 0    | 1    |
| 五ツ嶋   | 2    | 0    | 大潮     | 7     | 1    | 大ノ里   | 5    | 1    | 沖ツ海   | 3    | 2※   |
| 大蛇山   | 5    | 3※   | 笠置山   | 2     | 0    | 桂川     | 1    | 0    | 九州山   | 1    | 1    |
| 清瀬川   | 9(2) | 2    | 錦城山   | 2     | 1    | 古賀ノ浦 | 5    | 0    | 琴ヶ浦   | 1    | 0    |
| 駒ノ里   | 1    | 0    | 信夫山   | 5     | 1    | 清水川   | 7    | 8(1) | 鯱ノ里   | 1    | 0    |
| 新海     | 9    | 0    | 外ヶ濱   | 0     | 1    | 大邱山   | 8    | 1(1) | 髙登     | 8(1) | 1    |
| 寳川     | 2    | 2    | 玉碇     | 6     | 0    | 太郎山   | 3    | 0    | 筑波嶺   | 1    | 0    |
| 劔岳     | 3    | 0    | 出羽ヶ嶽 | 5     | 0    | 出羽湊   | 4    | 0    | 天竜     | 6    | 0    |
| 常盤野   | 1    | 0    | 富野山   | 1     | 0    | 巴潟     | 4    | 0    | 豊國     | 8    | 6    |
| 名寄岩   | 2    | 0    | 錦洋     | 7     | 6    | 西ノ海   | 0    | 3    | 能代潟   | 13   | 8※   |
| 羽黒山   | 1    | 0    | 幡瀬川   | 16    | 1    | 磐石     | 3(1) | 1    | 番神山   | 1    | 0    |
| 肥州山   | 1    | 0    | 常陸岩   | 2     | 1    | 常陸嶋   | 2    | 0    | 藤ノ里   | 2    | 1    |
| 双葉山   | 6    | 4    | 星甲     | 4     | 2    | 前田山   | 2    | 1    | 真砂石   | 1    | 0    |
| 松前山   | 2    | 0    | 真鶴     | 8(1)  | 3    | 三杉磯   | 5    | 0    | 男女ノ川 | 12   | 5    |
| 宮城山   | 6    | 6    | 武藏山   | 11(1) | 5    | 山錦     | 1    | 4    | 吉野山   | 15   | 0    |
| 雷ノ峰   | 3    | 1    | 両國     | 5     | 1    | 和歌嶌   | 8    | 0    | 若瀬川   | 3    | 0    |
| 若太刀   | 1    | 0    | 若葉山   | 7     | 1    |          |      |      |          |      |      |

※他に沖ツ海と大蛇山に痛分が1つ、能代潟に引分が1つある。

## 改名歴
- 玉錦 三右エ門（たまにしき さんえもん）1919年1月場所-1938年5月場所

## 弟子
大関
- 佐賀ノ花勝巳（佐賀）：入門は粂川部屋。8代二所ノ関、第48代横綱大鵬、大関大麒麟の師匠。

関脇
- 玉ノ海梅吉（長崎）先代時に入門：一時、粂川部屋所属。7代二所ノ関。
- 神風正一（香川）
- 玉乃海太三郎（大分）：片男波部屋を創設。第51代横綱玉の海の師匠。

小結
- 琴錦登（香川）：佐渡ヶ嶽部屋を創設。第53代横綱琴櫻、大関琴ヶ濵の師匠。

前頭
- 大ノ海久光（前3・秋田）：花籠部屋を創設。第45代横綱初代若乃花、第54代横綱輪島、大関魁傑の師匠。
- 海光山大五郎（前2・徳島）先代時に入門、正式には弟弟子：一時、粂川部屋所属
- 玉櫻八郎（前20・熊本）
- 藤錦千代吉（前18・北海道）

十両
- 照ノ海照光（十1・高知）
- 錦竜栄廣（十15・高知）
- 冨久錦武光（十11・北海道）